# Alédjo
Alédjo est l'un des quatre arrondissements de la commune de Bassila dans le département de la Donga au Bénin.

## Géographie
Alédjo est situé au centre-ouest du Bénin et compte 9 villages que sont Akarade, Alédjo, Boutou, Kadegue, Kaoute, Kpartao, Tchimberi,Nibadara et Igadougou.

## Démographie
Selon le recensement de la population de 2013 conduit par l'Institut national de la statistique et de l'analyse économique (INSAE), Alédjo compte 23 238 habitants  .